# Libração

Observações simuladas da Lua ao longo de um mês, demonstrando librações em latitude e longitude.

Libração, (do latim librare, que significa "balançar") é um balanceio da Lua, que a leva a mostrar para um observador na Terra partes de sua superfície que, sem a libração, fariam parte de seu lado oculto. Notadamente, o nome refere-se ao balanceio da Lua em relação à Terra, que lhe permite mostrar à Terra mais que um hemisfério (mais que {\displaystyle 2\pi } esferorradianos).
A lua mantém uma de suas faces sempre além da vista terrestre devido aos seus movimentos de rotação e revolução serem síncronos. A parte nunca visível da lua denomina-se lado oculto da Lua.